# Ігнатьєв Григорій Григорович
Григорій Григорович Ігнатьєв (нар. 11 (23) вересня 1846 — 20 жовтня (3 листопада) 1898) — російський військовий фахівець в галузі зв'язку, генерал-майор.

## Біографія
Народився 11 (23 вересня) 1846 року. По закінченню Петербурзького військово-інженерного училища служив у військово-телеграфному парку. Учасник російсько-турецької війни 1877—1878 років. 
В 1880 році перший у світі розробив систему одночасного телеграфування й телефонування по одному й тому самому дроту. Для відділення струмів тональної частоти від телеграфних імпульсів Ігнатьєв використовував конденсатор. Для компенсування індуктивності електромагнітів телеграфного апарата він застосував спеціальні котушки з двома обмотками, одна з яких включалася в ланцюг, а інша залишалася з розімкненими кінцями. У результаті цього телеграфні імпульси отримували різкіші обриси.

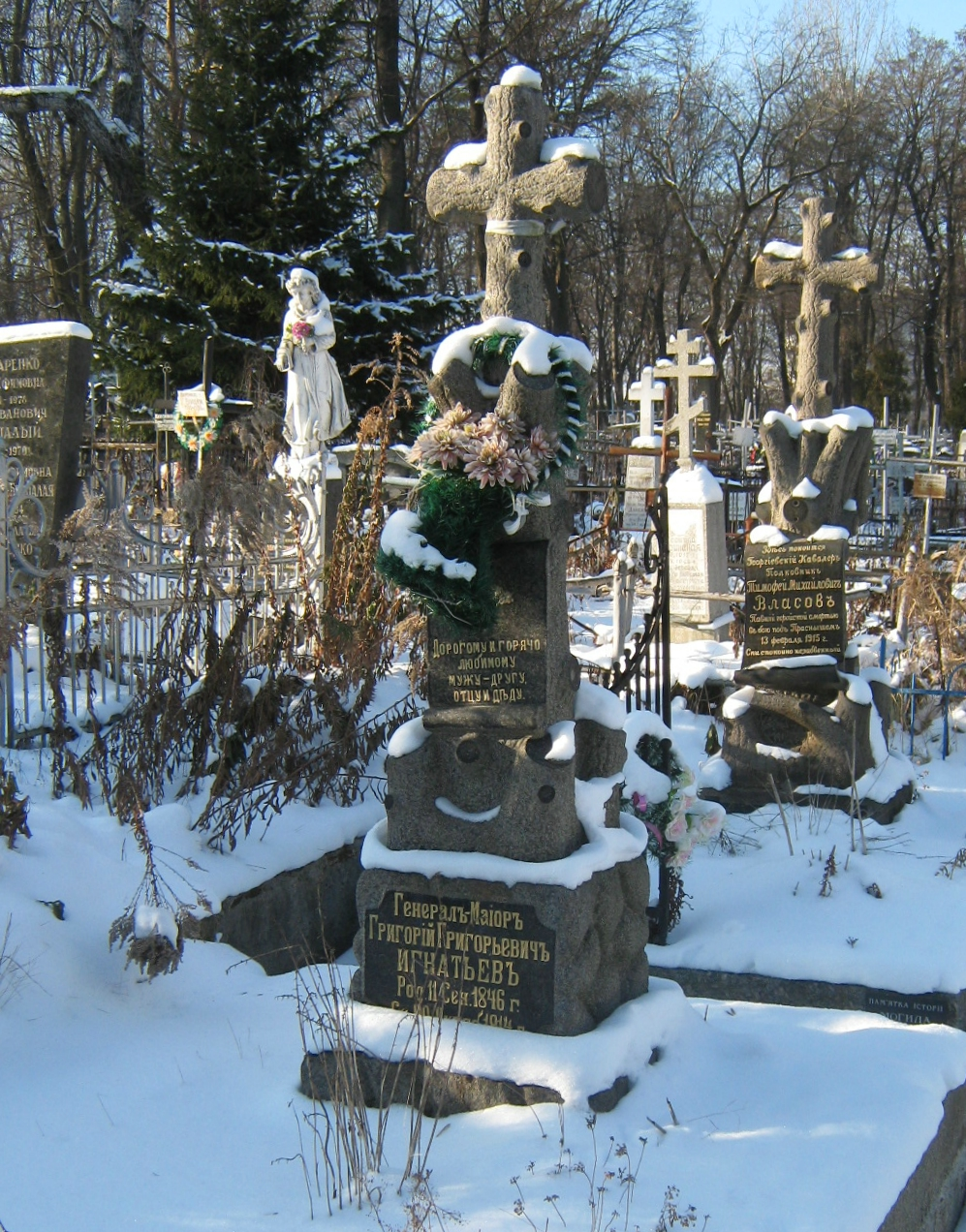
Могила Г. Г. Ігнатьєва

У 1880 році Ігнатьєв продемонстрував свою систему в дії у фізичному кабінеті Київського університету, а в початку 1881 року вона була успішно випробувана на лінії довжиною 14,5 км. Бельгієць Ф. ван Ріссельберг, якому приписується винахід одночасного телеграфування і телефонування, розробив свою систему лише в 1883 році. Порівняльні випробування систем Ігнатьєва та Ріссельберга в 1887 році показали переваги системи Ігнатьєва. Однак широкої популярності вона не отримала, так як була надбанням військового відомства. Тільки в 1892 році Ігнатьєву було дозволено експонувати свої прилади на 4-й електротехнічній виставці у Санкт-Петербурзі, де йому була присуджена золота медаль.
Помер 20 жовтня (3 листопада) 1898 року. Похований в Києві на Лук'янівському цвинтарі.